# Hrobčice (zámek)
Hrobčice jsou renesanční zámek (označovaný také jako tvrz) ve stejnojmenné vesnici v okrese Teplice. Stojí v centru vesnice na jižním okraji hospodářského dvora a je chráněn jako kulturní památka ČR.

## Historie
První písemná zmínka o vesnici pochází z roku 1240. Již ve 13. století bylo ve vesnici panské sídlo. Stálo pravděpodobně v sousedství kostela svatého Havla nebo o 300 m jižněji pod severním úbočím vrchu Horka. Dochovaná budova tvrze v hospodářském dvoře pochází ze druhé poloviny 16. století a poprvé se uvádí roku 1589 v majetku Hynka Rausendorfera ze Špremberka. Je však možné, že ji založil již Jiří Kaplíř ze Sulevic připomínaný v roce 1557.

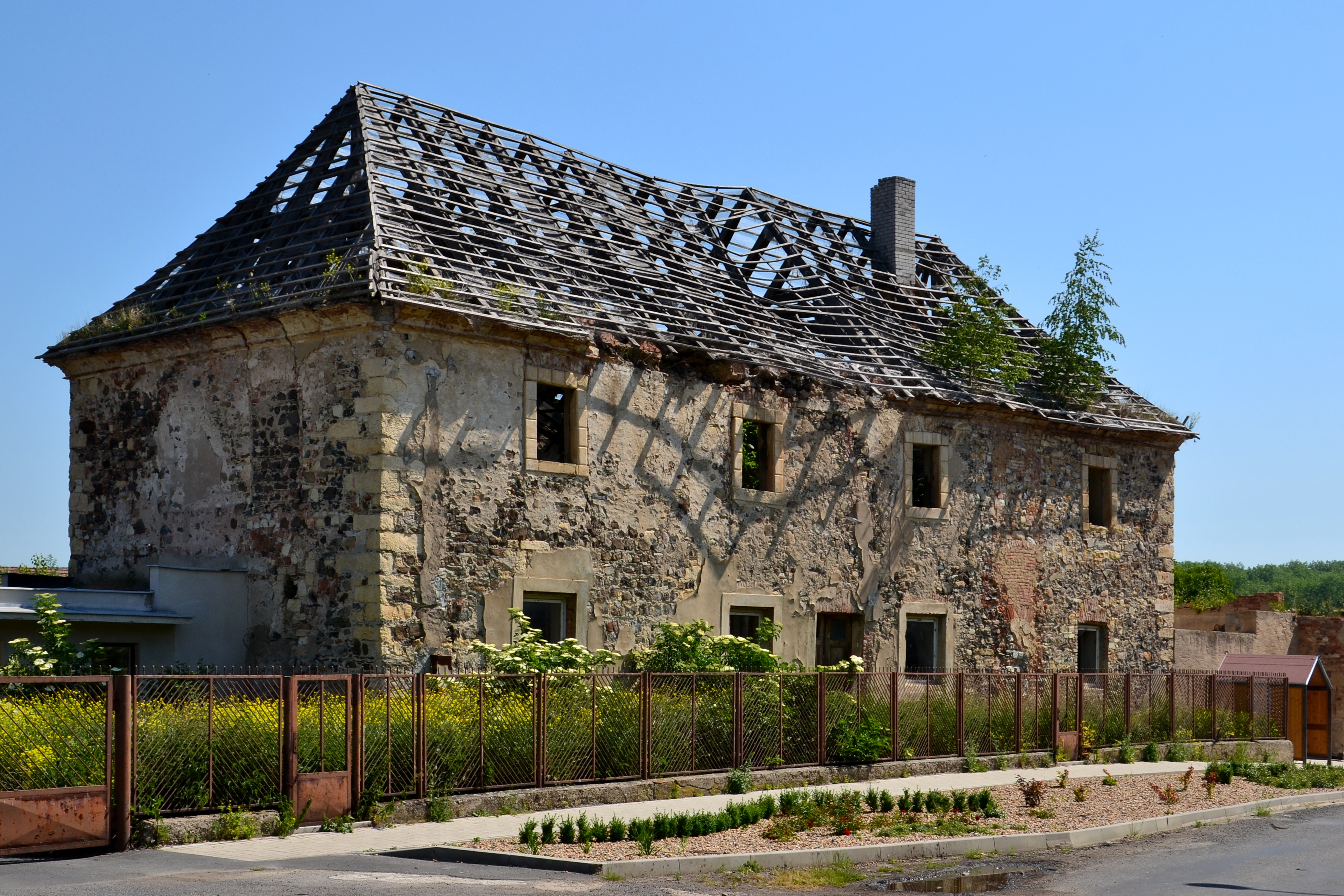
Pohled z jihozápadu

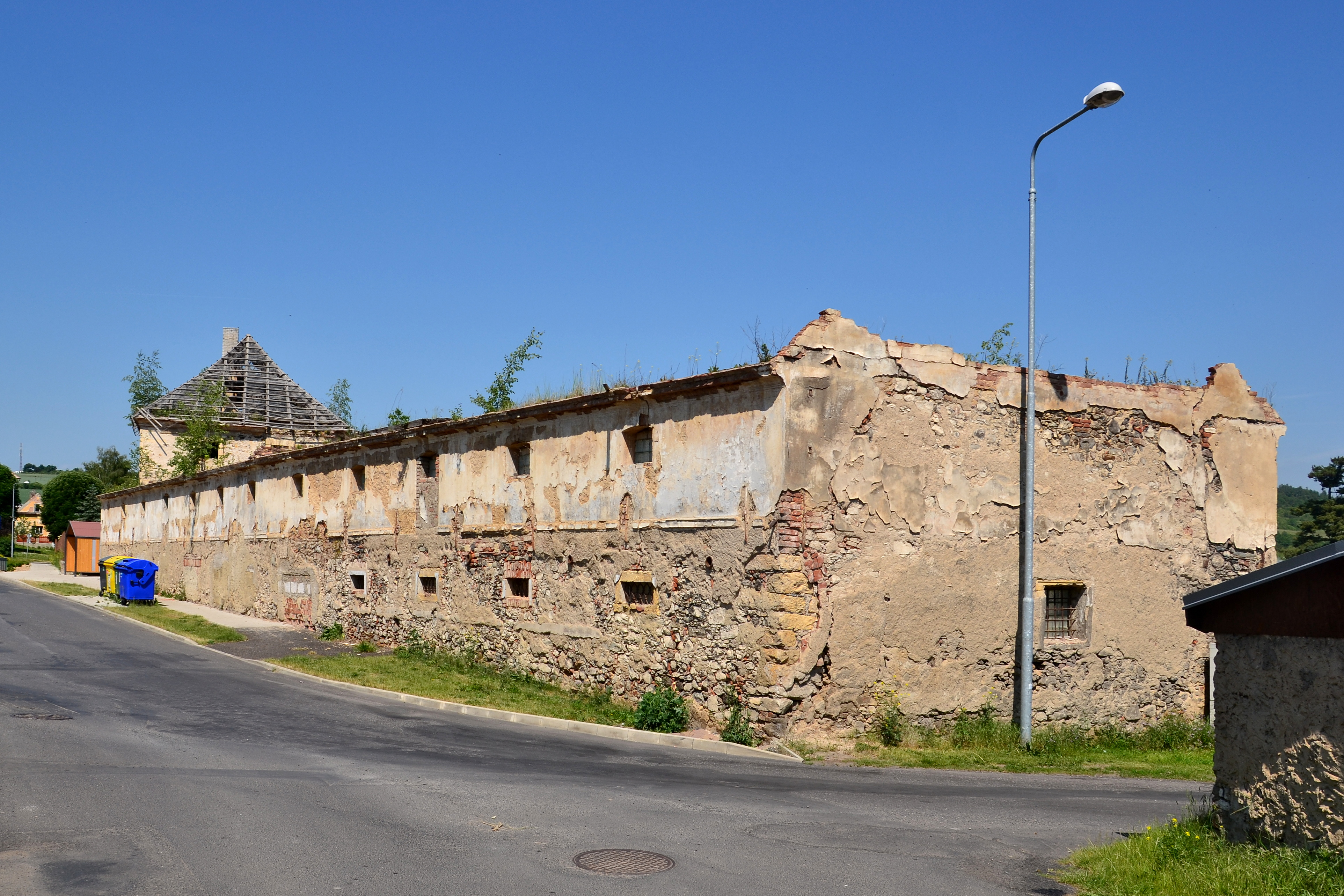
Hospodářské budovy východně od zámku

Potomkům Hynka Rausendorfera Hrobčice patřily až do roku 1596, kdy je koupil Jan Mirošovský z Mirošovic. Za něj bylo panství v roce 1600 propuštěno z manství k mosteckému hradu. Dalším majitelem se v roce 1616 stal Jiří ze Šternberka a roku 1668 Lobkovicové, kteří je natrvalo připojili k Bílině.
Ve druhé polovině 20. století v zemědělském dvoře hospodařil státní statek. Během restitucí po roce 1989 se sice neudržovaný areál vrátil Lobkovicům, ale ti ho prodali dalším zájemcům, kteří nedokázali zabránit dalšímu ničení památky. V roce 2016 se vlastníkem tvrze stala obec Hrobčice, která v první polovině roku 2018 naplánovala rekonstrukci budovy a její využití jako kulturního domu a infocentra.

## Stavební podoba
Patrová budova tvrze má obdélný půdorys o rozměrech 25 × 10,5 metru. Byla několikrát přestavěna, ale v přízemí se dochovaly dvě místnosti zaklenuté křížovou klenbou. Na východní straně stála renesanční brána s erby Rausendorferů a letopočtem 1579, která byla zbořena po roce 1989.